# Брайан, Люк
Люк Брайан (англ. Luke Bryan, род. 17 июля 1976) — американский кантри-певец и автор песен. Брайан работал как композитор прежде чем выпустить свой дебютный альбом в 2007 году. Все семь его студийных альбомов получили золотые и платиновые сертификации от Американской ассоциации звукозаписывающих компаний, более 20 синглов с них поднимались на вершины кантри-чартов  Billboard Hot Country Songs и US Country Airplay. Его мультиплатиновые альбомы Crash My Party (2013) и Kill the Lights (2015) возглавляли основной американский хит-парад Billboard 200. В 2012 году Брайан получил American Music Award в категории «Лучший кантри-исполнитель».
В 2013 году Брайан был назван музыкантом года («Entertainer of the Year») сразу на двух церемониях: Academy of Country Music Awards и Country Music Association. В 2019 году альбом Crash My Party получил первую награду Десятилетия от Academy of Country Music. Он является одним из самых продаваемых музыкальных исполнителей в мире, с более чем 75 миллионами проданных альбомов и синглов.

## Ранняя жизнь
Люк Брайан родился и вырос в Лисберге, штат Джорджия. В четырнадцать лет родители купили ему его первую гитару, и, научившись на ней играть, он присоединился к разнообразным местным коллективам и начал играть в местных клубах. Окончив Высшую Школу Lee County, Брайан планировал переехать в Нашвилл, штат Теннесси; однако, этот переезд пришлось отложить из-за смерти брата Криса, произошедшей в тот же день, на который планировался отъезд. Люк поступает в Южный Университет Джорджии, а также вступил в ячейку Эта Дзета братства Sigma Chi. По окончании Люк решил устроиться на работу своему отцу, несмотря на то, что все уговаривали его переехать в Теннесси. Однако его отцу удалось уговорить молодого человека переехать, и в 2001 году он отправился в Нашвилл, где спустя два месяца подписал контракт на запись.

## Карьера

### 2007—2008:I’ll Stay Me
Он переехал в Нашвилл в сентябре 2001 года и заключил контракт как сочинитель песен через два месяца. Среди его первых работ был заглавный трек альбома Трэвиса Тритта 2004 года My Honky Tonk History. Представитель Capitol Records увидел выступление Брайана в клубе, и тут же подписал с ним контракт. В то же время, Брйан написал в соавторстве с Билли Каррингтоном сингл «Good Directions», поднявшийся на вершину чарта Hot Country Songs в середине 2007 года. Брайан написал свой дебютный сингл в соавторстве с продюсером Джеффом Стивенсом. Эта песня достигла пятой строчки в чарте Hot Country Songs в середине 2007. В августе 2007 года Capitol выпустил дебютный альбом Брайана I’ll Stay Me. Брайан написал полностью или в соавторстве все, кроме одной из 11 его песен. Второй сингл альбома, «We Rode in Trucks», достиг 33 строки, в то время как "Country Man " достиг 10 строки хит-парадов.
Том Джурек из Allmusic позитивно отозвался об альбоме, характеризуя стихи Брайана как «полностью в традициях хонки-тонк», хотя, по его мнению, некоторые звуки были «просчитаны».

### 2009—2010:Doin' My Thing
В марте 2009-го Люк Брайан выпустил эксклюзивный EP для iTunes, назвав его Spring Break With All My Friends, в который попали две новых песни: «Sorority Girls» и «Take My Drunk Ass Home», написанные Робертом Рикером, а также акустическая версия песни «All My Friends Say». После этого EP, он выпустил свой четвёртый по счёту сингл «Do I». Брайан написал эту песню с Чарльзом Келли и Дэйвом Хейвудом из группы Lady Antebellum, вокалистка которой Хиллари Скотт также поёт в ней на бэк-вокале. Трек дебютировал за номером 53 в кантри-чартах страны 9 мая 2009 года, и достиг номера 2 в декабре, будучи задержан хитом номером один от Lady Antebellum «Need You Now». Песня «Do I» была включена во второй альбом Брайана Doin' My Thing, который был выпущен в октябре 2009 года. Также в альбом был включен кавер на «Apologize» группы OneRepublic. Люк Bryan написал ещё два сингла альбома, «Rain Is a Good Thing» и «Someone Else Calling You Baby» с Далласом Дэвидсоном и Джеффом Стивенсом, соответственно. Обе этих песни занимали первые строчки в музыкальных кантри-чартах.
Allmusic в лице Стефана Томаса Эрлвайна также дал этому альбому положительную оценку, учитывая, что Брайан стал более «расслабленным» в сравнении с его дебютом.

### 2011—13:Tailgates & Tanlines
25 февраля 2011 года Брайан выпустил свой третий малый альбом EP, названный Spring Break 3...It's a Shore Thing, который включал четыре новые песни — «In Love With the Girl», «If You Ain’t Here to Party», «Shore Thing» и «Love In a College Town». Брайан выпустил свой седьмой сингл, «Country Girl (Shake It for Me)», на кантри-радио 14 марта 2011 года. Написанный также совместно Брайаном и Дэвидсоном, он стал лид-синглом для его третьего студийного альбома, Tailgates & Tanlines, который был выпущен 13 августа 2011 года. Альбом дебютировал на первой строчке в Top Country Albums и вторым в основном многожанровом американском хит-параде Billboard 200. «Country Girl» достигла 4 номера в кантри-чартах и 22 номера в Billboard Hot 100. Второй сингл альбома, «I Don’t Want This Night to End», Брайан написал совместно с Дэвидсоном, Рэттом Акинсом и Беном Хейслипом, вместе известными как Peach Pickers. В начале 2012 года эта песня стала третьим хитом номер один в карьере Брайана. «Drunk On You» — третий сингл альбома. Он дебютировал на 57-й строчке американского чарта Billboard Hot Country Songs. 6 марта 2012 Брайан выпустил свой четвёртый мини-альбом EP, названный Spring Break 4 … Suntan City. Наряду с заглавным треком, который Брайан написал вместе с Далласом Дэвидсоном, Рэттом Акинсом и Беном Хейслипом, EP включает «Spring Break-Up», «Little Bit Later On» и «Shake the Sand». Также он получил приглашение от Канзас-Сити Роялс спеть Гимн США на Матч Звёзд 2012 Главной лиги бейсбола, проходивший на стадионе Кауффмана. Несмотря на безупречное исполнение гимна, его исполнение было омрачено обсуждением того, что он написал некоторые слова гимна на руке и смотрел вниз, сверяясь с текстом. Четвёртый сингл альбома «Kiss Tomorrow Goodbye» был выпущен на кантри-радио 6 августа 2012 года. Также в августе 2012 года было объявлено, что Брайан примет участие в записи песни для нового альбома Джеймса Олдина, Night Train. Песня называется «The Only Way I Know»; это совместный проект Брайана, Олдина и их коллеги Эрика Чарча. Она стала вторым синглом с альбома. В октябре 2012 года Люк Брайан объявил о своём первом туре, названном 'Турне дневника пыльных дорог', который начался 17 января 2013 года в городе Эвансвилле, штат Индиана, в Чизпик Энерджи-арена и закончился 23 марта 2013 года в Шарлотсвилле, штат Виргиния на сцене Джон Пол Джонс арена.
30 января 2013 года Брайан анонсировал выход своего первого компиляционного альбома-сборника, названного Spring Break...Here to Party, который включал четырнадцать песен — двенадцать из его предыдущего мини-альбомов Spring Break (EP) и две новые песни. Релиз прошёл 5 марта. Альбмо дебютировал на первом месте в чартах Billboard Top Country Albums и Billboard 200, став первым диском певца, возглавившим мультижанровый основной американский хит-парад альбомов. Одна из новых песен с Spring Break, названная «Buzzkill», вошла в лучшую кантри-двадцатку top-20 в Hot Country Songs.

### 2013—15:Crash My Party
В августе 2013 года 4-й студийный альбом Crash My Party Люка Брайана дебютировал на первом месте в общенациональном хит-параде США Billboard 200 с тиражом 528 000 копий.
7 апреля 2013 года вышел дебютный сингл с альбома, «Crash My Party», а впервые он был исполнен Брайаном на церемонии награждения ACM Awards 2013 года. В июле 2013 года он возглавил радиоэфирный кантри-чарт Country Airplay. 5 августа 2013 года на радио вышел 2-й сингл с альбома, «That’s My Kind of Night». В августе 2013 года он достиг первой позиции в «Hot Country Songs», а в октябре 2013 года добрался до второго места в «Country Airplay». Вышедший 24 октября 2013 года на радио 3-й сингл «Drink a Beer» возглавил оба кантри-чарта: в январе 2014 года «Hot Country Songs» и в феврале 2014 года «Country Airplay». Во время начала концертного тура 2014 года, названного That’s My Kind of Night Tour, будучи в Коламбусе, Огайо, Брайан объявил, что «Play It Again» станет четвёртым синглом. В результате, в мае 2014 года песня достигла первого места в «Hot Country Songs» и в «Country Airplay».
В 2014 году Брайан принял участие в качестве приглашённого исполнителя в записи сингла «This Is How We Roll» вместе с кантри-группой Florida Georgia Line. Песня «Roller Coaster» была выпущена 14 июля 2014 года в качестве 5-го сингла альбома и в октябре 2014 года также поднялась до первого места в кантри-чарте «Country Airplay». 3 ноября 2014 года на кантри радио вышел шестой сингл с альбома, «I See You», который в феврале 2015 года также стал 12-м в карьере Брайана чарттоппером, поднявшись на вершину кантри-чартов «Hot Country Songs» и «Country Airplay». Это позволило Брайану стать единственным в истории кантри-музыкантом, у которого сразу шесть песен с одного альбома (Crash My Party) достигали первого места в кантри-чартах США (Billboard Hot Country Songs и Country Airplay).
11 марта 2014 года Брайан начал свой шестой год весенних выступлений в клубе Spinnaker Beach Club в городе Панама-Сити-Бич, штат Флорида. В тот же день, он также выпустил свой шестой Spring Break EP, который получил название «Spring Break 6…Like We Ain’t Ever».

### 2015—18:Kill the LightsиWhat Makes You Country
В марте 2015 года 7-й мини-альбом Spring Break... Checkin' Out возглавил кантри-чарт Billboard Top Country Albums с тиражом 88000 копий (5-й его здесь чарттоппер) или 106000 единиц с учётом треков, проигрываемых по интернету (streaming; по новым правилам составления чартов с 2015 года).
В 2016 году Брайан вошёл в число 30 избранных кантри-музыкантов для исполнения песни «Forever Country», включающей частично треки «Take Me Home, Country Roads», «On the Road Again» и «I Will Always Love You», во время празднования 50-летия музыкальной награды CMA Awards.
5 февраля 2017 года исполнил национальный гимн США во время финального матча Супербоул LI на NRG-стэдиум в Хьюстоне (Техас). В сентябре 2017 года Брайан был объявлен судьей нового сезона шоу American Idol на канале ABC.
В 2017 году вышел «Light It Up» в качестве лид-сингла шестого альбома, What Makes You Country, который вышел 8 декабря 2017 года. Песни «Most People Are Good» и «Sunrise, Sunburn, Sunset» вышли в качестве второго и третьего синглов, соответственно. Четвёртым альбомным синглом стал титульный трек, вышедший на кантри-радио 22 октября 2018 года.
В 2019 году, когда American Idol вернулся на очередной сезон на ABC, Брайан вернулся вместе с Кэти Перри и Лайонелом Ричи в качестве судей.

### 2019—2021: настоящее время
Сингл «Knockin' Boots» был выпущен на кантри-радио в марте 2019 года.
Второй сингл к новому альбому «What She Wants Tonight» был выпущен 25 октября 2019 года.
13 марта 2020 года песня «One Margarita» вышла в качестве третьего сингла с альбома. Из-за пандемии коронавируса Брайан отложил релиз альбома на 7 августа 2020 года, а тур Proud to Be Right Here Tour перенёс на 2021 год. 12 июня 2020 Брайан выпустил трек «Build Me A Daddy» вместе с музыкальным видео для него. 7 августа 2020 года вышел альбом Born Here Live Here Die Here. 19 октября 2020 года песня «Down to One» вышла в качестве четвёртого сингла с альбома.
Делюксовая версия альбома вышла 9 апреля 2021 года с шестью дополнительными треками.

## Личная жизнь
Люк Брайан взял в жёны Каролину Бойер 8 декабря 2006 года. Их первый ребёнок, сын, Томас Бойер «Бо» Брайан родился 18 марта 2008 года.
Их второй ребёнок, сын, Татум Кристофер «Тэйт» Брайан родился 11 августа 2010 года.
После смерти сестры Брайана Келли в 2007 году, а затем и её мужа Бена Ли Чешира в 2014, Брайан и его жена взяли на воспитание своего 13-летнего племянника Тилдена

## Дискография

### Студийные альбомы
- I’ll Stay Me (2007)
- Doin' My Thing (2009)
- Tailgates & Tanlines (2011)
- Crash My Party (2013)
- Kill the Lights (2015)
- What Makes You Country (2017)
- Born Here Live Here Die Here (2020)

## Туры

### Полноценный тур
- Dirt Road Diaries Tour (2013)
- That’s My Kind of Night Tour (2014-15)
- Kick the Dust Up Tour (2015)
- Kill The Lights Tour (2016-17)
- Huntin', Fishin' and Lovin' Every Day Tour (2017)
- What Makes Country Tour (2018)
- Sunset Repeat Tour (2019)
- Proud to Be Right Here Tour (2021)[42]

### Мини-Тур
- Farm Tour (2010-19)

### В качестве приглашения
- «Emotional Traffic Tour» с Tim McGraw (2011)
- «My Kind of Party Tour» с Jason Aldean (2012)
- «Own The Night Tour» с Lady Antebellum (2012)
- «Night Train Tour» с Jason Aldean (2013) — 1 шоу.

## Награды и номинации
| Год  | Ассоциация                         | Категория                                         | Номинированная работа                                              | Результат | Ссылка |        |
| ---- | ---------------------------------- | ------------------------------------------------- | ------------------------------------------------------------------ | --------- | ------ | ------ |
| 2010 | Academy of Country Music Awards    | Top New Solo Vocalist                             | Люк Брайан                                                         | Победа    | [ 43 ] |        |
| 2010 | Academy of Country Music Awards    | Top New Artist                                    | Люк Брайан                                                         | Победа    | [ 44 ] |        |
| 2010 | CMT Music Awards                   | USA Weekend Breakthrough Video of the Year        | «Do I»                                                             | Победа    | [ 45 ] |        |
| 2010 | Country Music Association Awards   | New Artist of the Year                            | Люк Брайан                                                         | Номинация | [ 46 ] |        |
| 2011 | CMT Music Awards                   | Best Web Video of the Year                        | «It’s a Shore Thing»                                               | Номинация | [ 47 ] |        |
| 2011 | CMT Music Awards                   | Nationwide Insurance On Your Side Award           | Люк Брайан                                                         | Номинация | [ 48 ] |        |
| 2011 | Country Music Association Awards   | New Artist of the Year                            | Люк Брайан                                                         | Номинация | [ 49 ] |        |
| 2011 | Teen Choice Awards                 | Choice Music: Country Song                        | «Country Girl (Shake It for Me)»                                   | Номинация | [ 50 ] |        |
| 2011 | Teen Choice Awards                 | Choice Music: Country Artist Male                 | Люк Брайан                                                         | Номинация | [ 51 ] |        |
| 2011 | American Country Awards            | Male Artist of the Year                           | Люк Брайан                                                         | Номинация | [ 52 ] |        |
| 2011 | American Country Awards            | Single by a Male Artist                           | «Someone Else Calling You Baby»                                    | Номинация | [ 52 ] |        |
| 2012 | CMT Music Awards                   | Video of the Year: Male                           | «I Don’t Want This Night To End»                                   | Победа    | [ 53 ] |        |
| 2012 | Teen Choice Awards                 | Teen Choice Award for Music — Male Country Artist | Люк Брайан                                                         | Номинация | [ 54 ] |        |
| 2012 | Country Music Association Awards   | Male Vocalist of the Year                         | Люк Брайан                                                         | Номинация | [ 55 ] |        |
| 2012 | Country Music Association Awards   | Album of the Year                                 | Tailgates & Tanlines                                               | Номинация | [ 55 ] |        |
| 2012 | American Music Awards              | Favorite Male Country Artist                      | Люк Брайан                                                         | Победа    | [ 56 ] |        |
| 2012 | American Music Awards              | Favorite Country Album                            | Tailgates & Tanlines                                               | Номинация | [ 57 ] |        |
| 2012 | American Country Awards            | Artist of the Year                                | Люк Брайан                                                         | Победа    | [ 58 ] |        |
| 2012 | American Country Awards            | Male Artist of the Year                           | Люк Брайан                                                         | Победа    | [ 58 ] |        |
| 2012 | American Country Awards            | Single of the Year                                | «I Don’t Want This Night to End»                                   | Победа    | [ 58 ] |        |
| 2012 | American Country Awards            | Single by a Male Artist                           | «I Don’t Want This Night to End»                                   | Победа    | [ 58 ] |        |
| 2012 | American Country Awards            | Music Video of the Year                           | «I Don’t Want This Night to End»                                   | Победа    | [ 58 ] |        |
| 2012 | American Country Awards            | Music Video by a Male Artist                      | «I Don’t Want This Night to End»                                   | Победа    | [ 58 ] |        |
| 2012 | American Country Awards            | Album of the Year                                 | Tailgates & Tanlines                                               | Победа    | [ 58 ] |        |
| 2012 | American Country Awards            | Most Played Radio Track                           | «I Don’t Want This Night to End»                                   | Победа    | [ 58 ] |        |
| 2012 | American Country Awards            | Most Played Radio Track by a Male Artist          | «I Don’t Want This Night to End»                                   | Победа    | [ 58 ] |        |
| 2013 | Academy of Country Music Awards    | Entertainer of the Year                           | Люк Брайан                                                         | Победа    | [ 59 ] |        |
| 2013 | Academy of Country Music Awards    | Male Vocalist of the Year                         | Люк Брайан                                                         | Номинация | [ 59 ] |        |
| 2013 | Academy of Country Music Awards    | Album of the Year                                 | Tailgates & Tanlines                                               | Номинация | [ 59 ] |        |
| 2013 | Academy of Country Music Awards    | Vocal Event of the Year                           | «The Only Way I Know» (с Jason Aldean и Eric Church)               | Победа    | [ 59 ] |        |
| 2013 | Billboard Music Awards             | Top Country Artist                                | Люк Брайан                                                         | Номинация | [ 60 ] |        |
| 2013 | Billboard Music Awards             | Top Country Album                                 | Tailgates & Tanlines                                               | Номинация | [ 60 ] |        |
| 2013 | Billboard Music Awards             | Top Country Song                                  | «Drunk on You»                                                     | Номинация | [ 60 ] |        |
| 2013 | CMT Music Awards                   | Video of the Year                                 | «Kiss Tomorrow Goodbye»                                            | Номинация | [ 61 ] |        |
| 2013 | CMT Music Awards                   | Male Video of the Year                            | «Kiss Tomorrow Goodbye»                                            | Номинация | [ 61 ] |        |
| 2013 | CMT Music Awards                   | Collaboration Video of the Year                   | «The Only Way I Know» (с Jason Aldean и Eric Church)               | Победа    | [ 61 ] |        |
| 2013 | CMT Music Awards                   | CMT Performance of the Year                       | «Drunk on You»/«Feel Again» (с Ryan Tedder)                        | Номинация | [ 61 ] |        |
| 2013 | American Music Awards              | Favorite Country Male Artist                      | Люк Брайан                                                         | Победа    | [ 62 ] |        |
| 2013 | American Music Awards              | Favorite Country Album                            | Crash My Party                                                     | Номинация | [ 62 ] |        |
| 2014 | Billboard Music Awards             | Top Billboard 200 Album                           | Crash My Party                                                     | Номинация | [ 63 ] |        |
| 2014 | Billboard Music Awards             | Top Country Album                                 | Crash My Party                                                     | Победа    | [ 63 ] |        |
| 2014 | Billboard Music Awards             | Top Male Artist                                   | Люк Брайан                                                         | Номинация | [ 63 ] |        |
| 2014 | Billboard Music Awards             | Top Billboard 200 Artist                          | Люк Брайан                                                         | Номинация | [ 63 ] |        |
| 2014 | Billboard Music Awards             | Top Country Artist                                | Люк Брайан                                                         | Победа    | [ 63 ] |        |
| 2014 | Billboard Music Awards             | Top Country Song                                  | «Crash My Party»                                                   | Победа    | [ 63 ] |        |
| 2014 | Billboard Music Awards             | Top Country Song                                  | «That’s My Kind of Night»                                          | Номинация | [ 63 ] |        |
| 2014 | Academy of Country Music Awards    | Entertainer of the Year                           | Люк Брайан                                                         | Номинация | [ 64 ] |        |
| 2014 | Academy of Country Music Awards    | Male Vocalist of the Year                         | Люк Брайан                                                         | Номинация | [ 64 ] |        |
| 2014 | Academy of Country Music Awards    | Album of the Year                                 | Crash My Party                                                     | Номинация | [ 64 ] |        |
| 2014 | American Music Awards              | Artist of the Year                                | Люк Брайан                                                         | Номинация | [ 65 ] |        |
| 2014 | American Music Awards              | Favorite Country Male Artist                      | Люк Брайан                                                         | Победа    | [ 65 ] |        |
| 2014 | American Country Countdown Awards  | Artist of the Year                                | Люк Брайан                                                         | Номинация | [ 66 ] |        |
| 2014 | American Country Countdown Awards  | Male Vocalist of the Year                         | Люк Брайан                                                         | Победа    | [ 66 ] |        |
| 2014 | American Country Countdown Awards  | Collaboration                                     | «This Is How We Roll» (с Florida Georgia Line)                     | Победа    | [ 66 ] |        |
| 2014 | American Country Countdown Awards  | Album                                             | Crash My Party                                                     | Номинация | [ 66 ] |        |
| 2014 | American Country Countdown Awards  | Digital Song of the Year                          | «Drink a Beer»                                                     | Номинация | [ 66 ] |        |
| 2014 | American Country Countdown Awards  | Digital Song of the Year                          | «This Is How We Roll» (с Florida Georgia Line)                     | Победа    | [ 66 ] |        |
| 2014 | Country Music Association Awards   | Entertainer of the Year                           | Люк Брайан                                                         | Победа    | [ 64 ] |        |
| 2014 | Country Music Association Awards   | Male Vocalist of the Year                         | Люк Брайан                                                         | Номинация | [ 64 ] |        |
| 2014 | Country Music Association Awards   | Album of the Year                                 | Crash My Party                                                     | Номинация | [ 64 ] |        |
| 2015 | People’s Choice Awards             | Favorite Male Country Artist                      | Люк Брайан                                                         | Номинация | [ 67 ] |        |
| 2015 | Academy of Country Music Awards    | Entertainer of the Year                           | Люк Брайан                                                         | Победа    | [ 68 ] |        |
| 2015 | Academy of Country Music Awards    | Male Vocalist of the Year                         | Люк Брайан                                                         | Номинация | [ 68 ] |        |
| 2015 | Academy of Country Music Awards    | Vocal Event of the Year                           | «This Is How We Roll» (с Florida Georgia Line)                     | Победа    | [ 68 ] |        |
| 2015 | Academy of Country Music Awards    | Song of the Year                                  | «Drink a Beer» (as the Artist)                                     | Номинация |        |        |
| 2015 | Billboard Music Awards             | Top Country Artist                                | Люк Брайан                                                         | Номинация | [ 69 ] |        |
| 2015 | Billboard Music Awards             | Top Country Song                                  | «Play It Again»                                                    | Номинация | [ 69 ] |        |
| 2015 | Billboard Music Awards             | Top Country Song                                  | «This Is How We Roll» (с Florida Georgia Line)                     | Номинация | [ 69 ] |        |
| 2015 | Billboard Music Awards             | Top Country Album                                 | Crash My Party                                                     | Номинация | [ 69 ] |        |
| 2015 | CMT Music Awards                   | Male Video of the Year                            | «Play It Again»                                                    | Победа    | [ 70 ] |        |
| 2015 | CMT Music Awards                   | Video of the Year                                 | «Play It Again»                                                    | Номинация | [ 70 ] |        |
| 2015 | Teen Choice Awards                 | Choice Country Artist                             | Люк Брайан                                                         | Номинация | [ 71 ] |        |
| 2015 | Teen Choice Awards                 | Choice Country Song                               | «Kick the Dust Up»                                                 | Номинация | [ 71 ] |        |
| 2015 | Canadian Country Music Association | Top Selling Album                                 | Crash My Party                                                     | Победа    | [ 72 ] |        |
| 2015 | Country Music Association Awards   | Male Vocalist of the Year                         | Люк Брайан                                                         | Номинация | [ 73 ] |        |
| 2015 | Country Music Association Awards   | Entertainer of the Year                           | Люк Брайан                                                         | Победа    | [ 73 ] |        |
| 2015 | American Music Awards              | Artist of the Year                                | Люк Брайан                                                         | Номинация | [ 74 ] |        |
| 2015 | American Music Awards              | Favorite Country Male Artist                      | Люк Брайан                                                         | Победа    | [ 74 ] |        |
| 2016 | People's Choice Awards             | Favorite Male Artist                              | Люк Брайан                                                         | Номинация | [ 75 ] |        |
| 2016 | People's Choice Awards             | Favorite Male Country Artist                      | Люк Брайан                                                         | Номинация | [ 75 ] |        |
| 2016 | iHeartRadio Music Awards           | Male Artist of the Year                           | Люк Брайан                                                         | Номинация | [ 76 ] |        |
| 2016 | iHeartRadio Music Awards           | Best Tour                                         | Люк Брайан                                                         | Номинация | [ 76 ] |        |
| 2016 | iHeartRadio Music Awards           | Country Artist of the Year                        | Люк Брайан                                                         | Победа    | [ 76 ] |        |
| 2016 | iHeartRadio Music Awards           | Country Song of the Year                          | «I See You»                                                        | Номинация | [ 76 ] |        |
| 2016 | Academy of Country Music Awards    | Entertainer of the Year                           | Люк Брайан                                                         | Номинация | [ 77 ] |        |
| 2016 | Academy of Country Music Awards    | Vocal Event of the Year                           | «Home Alone Tonight» (при участии Karen Fairchild)                 | Номинация | [ 77 ] |        |
| 2016 | American Country Countdown Awards  | Artist of the Year                                | Люк Брайан                                                         | Победа    | [ 78 ] |        |
| 2016 | American Country Countdown Awards  | Male Vocalist of the Year                         | Люк Брайан                                                         | Победа    | [ 78 ] |        |
| 2016 | American Country Countdown Awards  | Song of the Year                                  | «Strip It Down»                                                    | Номинация | [ 78 ] |        |
| 2016 | American Country Countdown Awards  | Album of the Year                                 | «Kill the Lights»                                                  | Номинация | [ 78 ] |        |
| 2016 | American Country Countdown Awards  | Digital Song of the Year                          | «Kick the Dust Up»                                                 | Номинация | [ 78 ] |        |
| 2016 | American Country Countdown Awards  | Touring Artist of the Year                        | Люк Брайан                                                         | Номинация | [ 78 ] |        |
| 2016 | Billboard Music Awards             | Top Country Artist                                | Люк Брайан                                                         | Победа    | [ 79 ] |        |
| 2016 | Billboard Music Awards             | Top Country Album                                 | Kill the Lights                                                    | Номинация | [ 79 ] |        |
| 2016 | Country Music Association Awards   | Entertainer of the Year                           | Люк Брайан                                                         | Номинация | [ 77 ] |        |
| 2016 | Country Music Association Awards   | Musical Event of the Year                         | «Home Alone Tonight» (при участии Karen Fairchild)                 | Номинация | [ 77 ] |        |
| 2016 | American Music Awards              | Favorite Country Album                            | Kill the Lights                                                    | Номинация | [ 80 ] |        |
| 2016 | American Music Awards              | Favorite Male Country Artist                      | Люк Брайан                                                         | Номинация | [ 80 ] |        |
| 2017 | Academy of Country Music Awards    | Entertainer of the Year                           | Люк Брайан                                                         | Номинация | [ 77 ] |        |
| 2017 | People's Choice Awards             | Favorite Male Country Artist                      | Люк Брайан                                                         | Номинация | [ 77 ] | [ 81 ] |
| 2017 | iHeartRadio Music Awards           | Male Artist of the Year                           | Люк Брайан                                                         | Номинация | [ 82 ] |        |
| 2017 | iHeartRadio Music Awards           | Country Artist of the Year                        | Люк Брайан                                                         | Номинация | [ 82 ] |        |
| 2017 | Billboard Music Awards             | Top Country Tour                                  | Kill the Lights Tour                                               | Номинация | [ 83 ] |        |
| 2017 | Billboard Music Awards             | Billboard Chart Achievement Award                 | Люк Брайан                                                         | Номинация | [ 83 ] |        |
| 2017 | CMT Music Awards                   | Video of the Year                                 | «Huntin’, Fishin,’ and Lovin’ Every Day»                           | Номинация | [ 84 ] |        |
| 2017 | CMT Music Awards                   | Male Video of the Year                            | «Huntin’, Fishin,’ and Lovin’ Every Day»                           | Номинация | [ 84 ] |        |
| 2017 | CMT Music Awards                   | CMT Performance of the Year                       | «Want to Want Me» (c Jason Derulo)                                 | Победа    | [ 84 ] |        |
| 2017 | Teen Choice Awards                 | Choice Country Artist                             | Люк Брайан                                                         | Номинация | [ 85 ] |        |
| 2017 | Country Music Association Awards   | Entertainer of the Year                           | Люк Брайан                                                         | Номинация | [ 77 ] |        |
| 2018 | Academy of Country Music Awards    | Entertainer of the Year                           | Люк Брайан                                                         | Номинация | [ 77 ] | [ 77 ] |
| 2018 | Country Music Association Awards   | Entertainer of the Year                           | Люк Брайан                                                         | Номинация | [ 77 ] | [ 77 ] |
| 2018 | American Music Awards              | Favorite Male Artist — Country                    | Люк Брайан                                                         | Номинация | [ 77 ] | [ 86 ] |
| 2019 | Academy of Country Music Awards    | Album of the Decade                               | Crash My Party                                                     | Победа    | [ 4 ]  |        |
| 2019 | Academy of Country Music Awards    | Entertainer of the Year                           | Luke Bryan                                                         | Номинация | [ 4 ]  | [ 4 ]  |
| 2019 | Academy of Country Music Awards    | Single of the Year                                | «Most People Are Good»                                             | Номинация | [ 4 ]  | [ 4 ]  |
| 2019 | iHeartRadio Music Awards           | Country Artist of the Year                        | Люк Брайан                                                         | Номинация | [ 4 ]  | [ 87 ] |
| 2019 | iHeartRadio Music Awards           | Country Song of the Year                          | «Most People Are Good»                                             | Номинация |        | [ 87 ] |
| 2019 | CMT Music Awards                   | Male Video of the Year                            | «Sunrise, Sunburn, Sunset»                                         | Номинация | [ 88 ] |        |
| 2019 | CMT Music Awards                   | Collaborative Video of the Year                   | «Straight To Hell» (c Darius Rucker, Jason Aldean, Charles Kelley) | Номинация | [ 88 ] |        |
| 2020 | iHeartRadio Music Awards           | Country Artist of the Year                        | Люк Брайан                                                         | Номинация | [ 87 ] |        |
| 2020 | Academy of Country Music Awards    | Entertainer of the Year                           | Люк Брайан                                                         | Номинация | [ 87 ] |        |
| 2021 | Country Radio Broadcasters         | Artist Humanitarian Award                         | Люк Брайан                                                         | Победа    | [ 89 ] |        |
| 2021 | Academy of Country Music Awards    | Entertainer of the Year                           | Люк Брайан                                                         | Победа    |        |        |
| 2021 | Academy of Country Music Awards    | Album of the Year                                 | Born Here Live Here Die Here                                       | Номинация |        |        |

## Фильмография
| Год            | Название                           | Роль                            | Совместно                                          |
| -------------- | ---------------------------------- | ------------------------------- | -------------------------------------------------- |
| 2011-настоящее | CMT Crossroads                     | Сам себя                        | С The Doobie Brothers и Jason Derulo               |
| 2013-настоящее | Academy of Country Music Awards    | Сам себя                        | Соведущий совместно Blake Shelton и Dierks Bentley |
| 2014           | Nashville                          | Сам себя                        | 3 сезон 1 эпизод                                   |
| 2015           | The Voice                          | Сам себя                        | 8 сезон финал                                      |
| 2017           | The Voice                          | Сам себя                        | 12 сезон, команда Blake Shelton                    |
| 2018-настоящее | American Idol                      | Сам себя/Судья                  | среди других судей: Katy Perry и Lionel Richie.    |
| 2020           | Jeopardy! The Greatest of All Time | Сам себя — Video Clue Presenter | 1 эпизод                                           |